# 人權與氣候變化
人權與氣候變化（英語：Human rights and climate change）是種概念性及法律的框架，並在其中研究、分析和處理國際人權及其與氣候變化的關係。此框架已被各國政府、聯合國所屬組織、國際組織和非政府組織、人權和環境倡導者以及學術界，依據《聯合國氣候變遷綱要公約》（UNFCCC）和核心國際人權文書，用以制定國家及國際間有關氣候變化的政策。聯合國政府間氣候變化專門委員會（IPCC）第二工作組於2022年建議“將氣候正義與發展以及人權兩項建立聯繫，實現以權利為本的做法來應對涉及氣候變化的正義”。
對人權與氣候變化所做的分析側重於與全球環境現象相關（包括海平面上升、沙漠化、氣溫上升、極端天氣事件和降水變化）預期會對人類產生的後果，以及政府為應對氣候變化而採取的調適和緩解措施，其中會涉及人權或相關法律保護的情況。許多應對氣候變化的法律採用健康環境權、其他相關權利或其他緊急環境法律做法（例如自然權），通過氣候正義倡導和氣候訴訟以促使政府和私人行為者採取新的或需進行的行動。
聯合國人權理事會（HRC）於2021年10月8日通過一項決議（第48/13號決議），承認每人均享有安全、清潔、健康和可持續環境的權利。

## 歷史

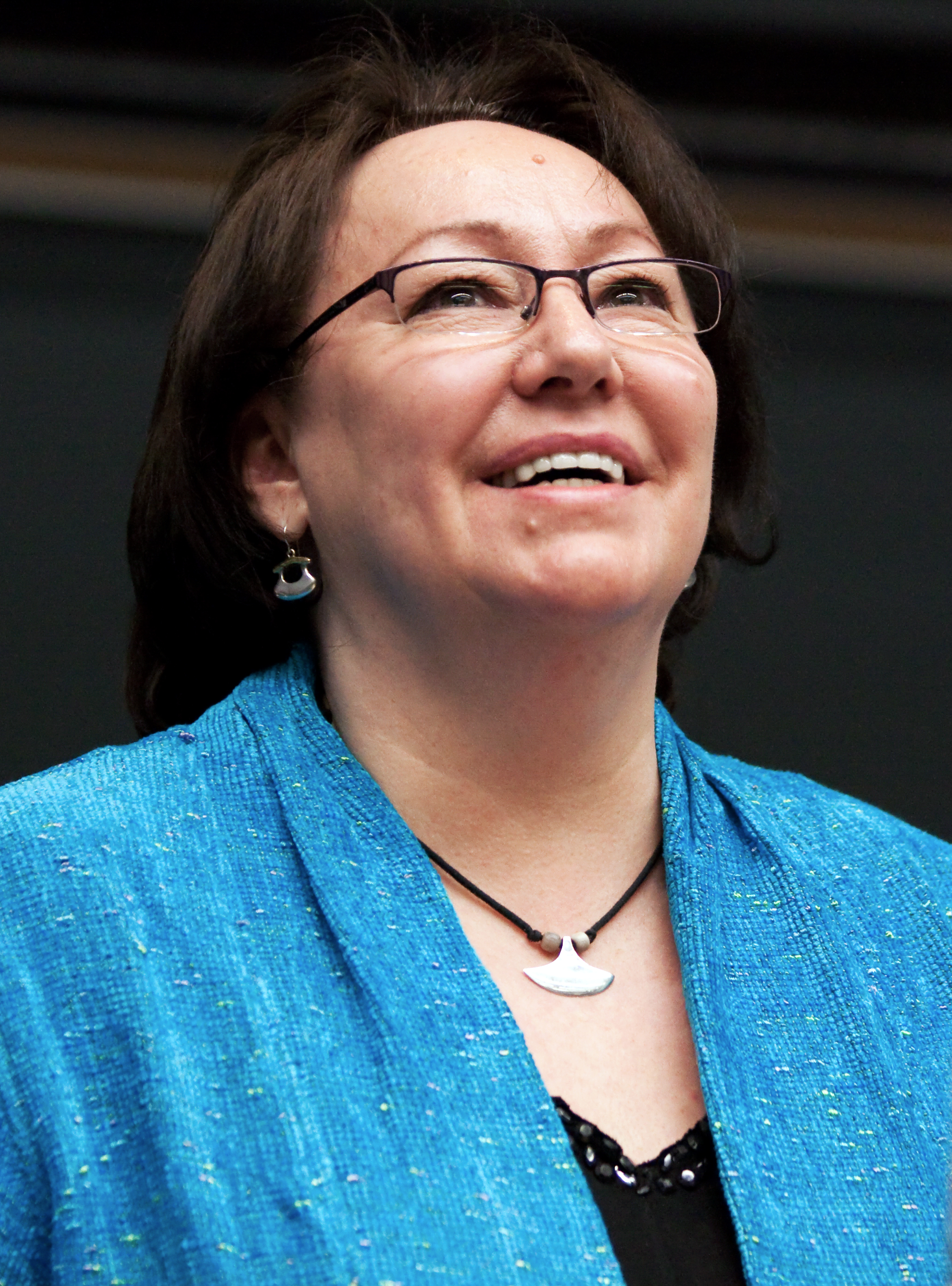
因努伊特行動主義者希拉·瓦特-克盧捷。

一位因紐特（美洲原住民之一）行動主義者希拉·瓦特-克盧捷於2005年向美洲國家組織之下的美洲人權委員會提交一份請願書，要求“免於因美國的作為和不作為，而造成全球變暖和氣候變化的影響，繼而發生的侵犯人權結果”。美洲人權委員會拒收請願書，而是在2007年邀請並聽取因努伊特人代表就關於人權與氣候變化之間關係所提供的證詞。
同年，針對全球氣候變化對人類影響而發表的《馬累宣言》“明確（也是首度透過國際協議）指出'氣候變化對人類充分享受人權方面具有明確和直接的不良影響' ，並呼籲聯合國人權系統將此問題作為緊急事項以進行處理。” 
聯合國人權理事會（HRC）於次年（2008年）一致通過第7/23號決議，確認“氣候變化對世界各地的人民和社區構成直接和深遠的威脅，並影響人們能充分享有人權方面的權力 "，同時援引《聯合國憲章》《世界人權宣言》《經濟、社會、文化權利國際公約》和《公民權利及政治權利國際公約》（ICCPR）以為支持。HRC透過2009年3月25日第10/4號決議和2011年9月30日第18/22號決議把聲明重申，並將內容擴充。
聯合國人權事務高級專員辦事處 (OHCHR) 於2009年發佈一項分析研究，將可能受到氣候破壞不利影響的特定權利和人群予以確定。這份報告借鑒大約30個國家，加上聯合國專門機構中的10個，以及數十個其他組織的意見。 報告將流離失所者、衝突和安全風險以及原住民、婦女和兒童權利受損視為主要問題。
2010年，UNFCCC締約方會議在其關於2010年聯合國氣候變化大會（於墨西哥坎昆舉行）的報告中引用HRC確定人權與氣候變化之間關係的用語。並在會議成果報告中強調，“各方應在所有與氣候變化相關的行動中充分尊重人權。”
人們在近年越發體認到人權與環境之間的聯繫，但存在其間的關係仍存有許多問題。因此HRC在2012年確立與享有安全、清潔、健康和可持續環境相關人權義務的指令。 被指派的獨立專家約翰·H·諾克斯所撰寫的初步報告進一步指出，在與環境相關人權義務的應用上，需優先提供更清晰的概念。
所有78個聯合國特別程序任務負責人（United Nations Special Procedures Mandate Holders）於2014年在國際人權日發表聯合聲明，呼籲各國在其人權框架下的現有義務中把氣候變化談判納入，而能為受氣候變化影響的人，將其權利置於所有應對戰略中的首要位置。
截至2015年3月，聯合國人權與環境問題特別報告員已上任，這職位是之前針對享有安全、清潔、健康和可持續環境權利獨立專家功能的延伸。在2015年於巴黎舉行的2015年聯合國氣候變化大會（UNFCCC第21次締約方大會）召開之前，特別報告員說將來各國在談判協議時，應該確保所含的人權義務中含有關於氣候變化的觀點。
締約方大會於2015年12月12日通過的《巴黎協定》是提高人們對氣候變化與人權之間關係具有體認的最重要標誌。《巴黎協定》是第一個包含承認人權相關性的氣候協定，其使用文字表為：
締約方在採取應對氣候變化行動時，應尊重、促進和考慮各自在人權、健康權，原住民、當地社區、移民、兒童、殘疾人士和弱勢群體的權利，以及發展權、性別平等、婦女賦權和代際平等。

## 人權法與氣候變化
氣候變化不僅引發生態變動，還會對世界各地社會中的社會性、經濟性、政治性、文化性和法律方面造成影響。HRC確認這些人權義務能夠強化氣候變化領域中有關的國際和國家決策。於1972年舉行的聯合國人類環境會議，其發表的《斯德哥爾摩宣言》奠下基礎，讓享有環境品質的人權能進一步受到闡述。
環境保護相關事項通常不會包括在人權條約中，但反過來，環境保護是源自這些條約所保護的權利，例如生命權、食物權、用水權和健康權。 展望未來，為應對氣候變化而建立國家和國際緩解和調適措施時，在決策中可把最低標準的基本人權包括在內。所謂“氣候種族隔離（climate apartheid）是種世界現象，描述只有富人能夠免受氣候變化的惡果。曾擔任過聯合國特別報告員的菲利普·奧爾斯頓說過，全球變暖除會影響人類基本生命權外，還會破壞民主和法治。
人權理事會在2021年第48屆會議中通過第13號決議：享有清潔、健康和可持續環境的人權。
由國際法律專家撰寫的奧斯陸原則（根據人權法、國際法、環境法學與侵權行為法律制定，關於國家和企業在氣候變化中的義務）於2015年發表。根據奧斯陸原則，國家和企業都有義務確保全球變暖升溫控制在2°C以內。

## 涉及的權利
大多數關於人權和氣候變化的國際聲明都強調氣候變化對生命權、食物權、用水權、健康權、住房權、發展權和自決權所具有的潛在不利影響。這些權利在國際人權法的核心公約中均有列舉，但並非所有HRC成員或UNFCCC締約方都是這些公約的簽署國。

### 生命權
生命權受到《公民權利和政治權利國際公約》（ICCPR）中第6條的保護，第6條闡述每個人都享有與生俱來的生命權。生命權與實現其他權利措施有千絲萬縷的聯繫。氣候變化將會對生命權產生預期和觀察到的影響。IPCC第四次評估報告預測由於洪水、風暴、熱浪、野火和乾旱增加，將會導致全球死傷人數增加。 氣候變化同樣會因增加飢餓和營養不良以及影響兒童生長發育、呼吸系統疾病和地表對流層臭氧而影響到生命權。 海平面上升是因氣候變暖，冰蓋融化所造成，會產生不利的影響。測量海平面上升是件複雜的事，但IPCC預測到2100年全球平均海平面將上升0.44米到0.74米。對於馬爾地夫首都所在的馬累等低窪沿海島嶼，預計海平面到2025年將上升0.5米，全島有15%的土地將被淹沒，到2100年，全島將有一半被海水淹沒。由於該國有42%的人口居住在離開海岸線僅100米以內的地區，縱然發生部分洪水也會導致溺水、受傷和生命損失的情事。
由於氣候變化動輒是以幾十年為單位來衡量，有規模上的問題，因此很難對影響的本身做研究。在1998年至2008年的10年間，人類活動導致的氣候變化讓歐洲發生極端夏季高溫事件的風險成為原來的4倍，可能性超過95%。2003年發生在歐洲的熱浪有75%的可能性可歸因於氣候變化。以此做基礎推測，此一高熱事件在法國造成的的超額死亡案例就有15,000個。

### 食物權

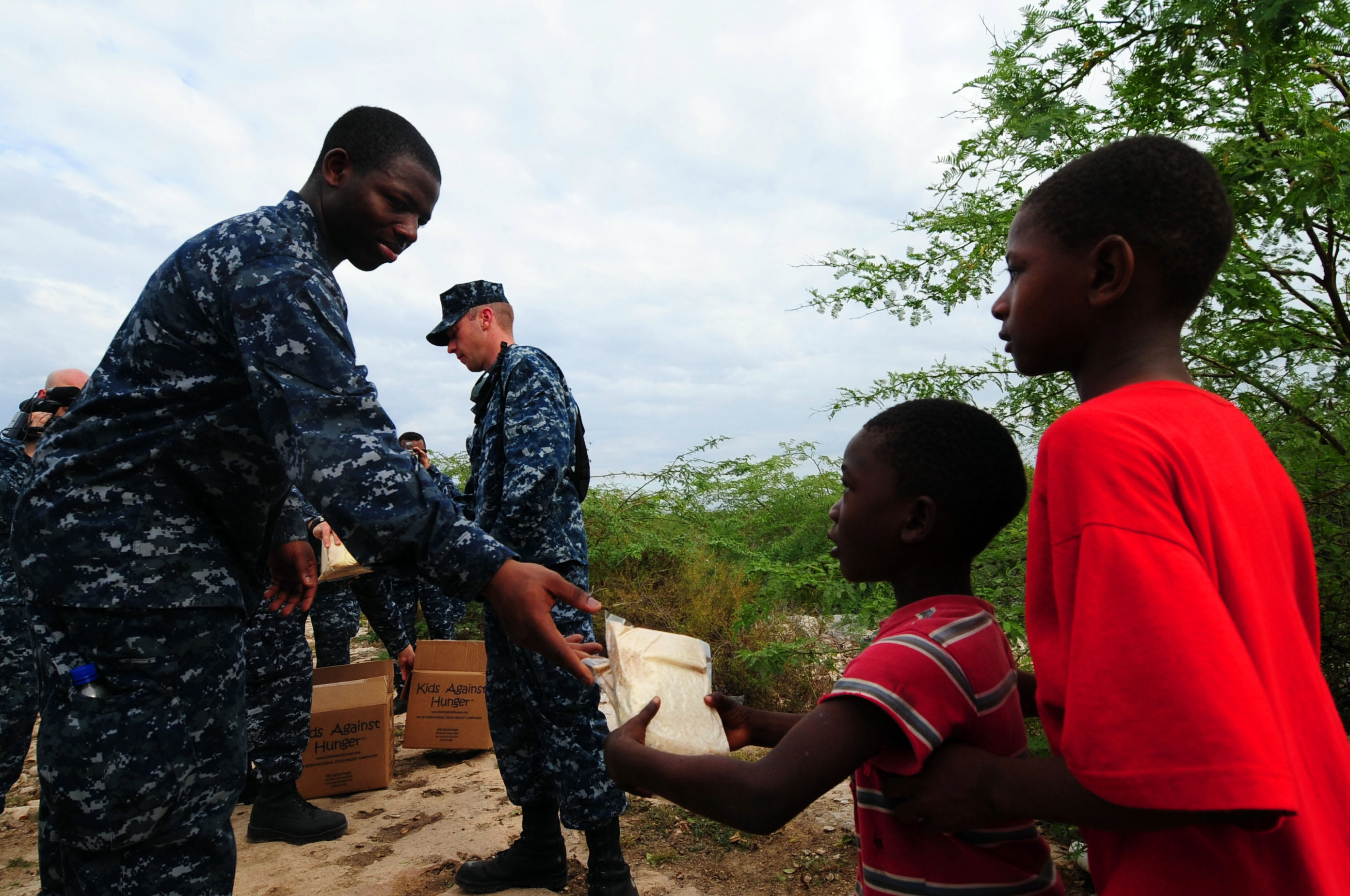
美國海軍人員將非營利組織Kids Against Hunger捐贈的食物分派給海地戈納夫島上受氣候變化之害的兒童（2010年）。

食物權源於《經濟、社會及文化權利國際公約》中第2條，締約國必須盡最大努力，利用其可用資源來達成滿足充足食物的權利。氣候變化會對糧食安全的四大支柱造成影響：可用性、取得性、利用性和穩定性。食物權問題特別報告員於2008年提出的報告中指出，世界糧食的種植方式必須有根本性變化，以應對不斷增長的人口和氣候變化的影響，同時又要避免讓環境崩潰。 《巴黎協定》承認在要確保糧食安全的基本優先事項下，存在糧食生產系統對氣候變化所具有的特殊脆弱性。公約第2條呼籲以不威脅糧食生產的方式去調適氣候變化的影響，並減少溫室氣體排放。IPCC第四次評估報告預測隨著溫度升高1°至3°C，中高緯度地區的糧食產量將會增加，但位於低緯度地區的作物生產力將會下降，而把較貧困地區糧食不安全的風險升高。聯合國開發計畫署估計將會有額外6億人因氣候變化而面臨營養不良的風險，尤其是撒哈拉以南非洲會受到特別嚴重的影響。

### 用水權

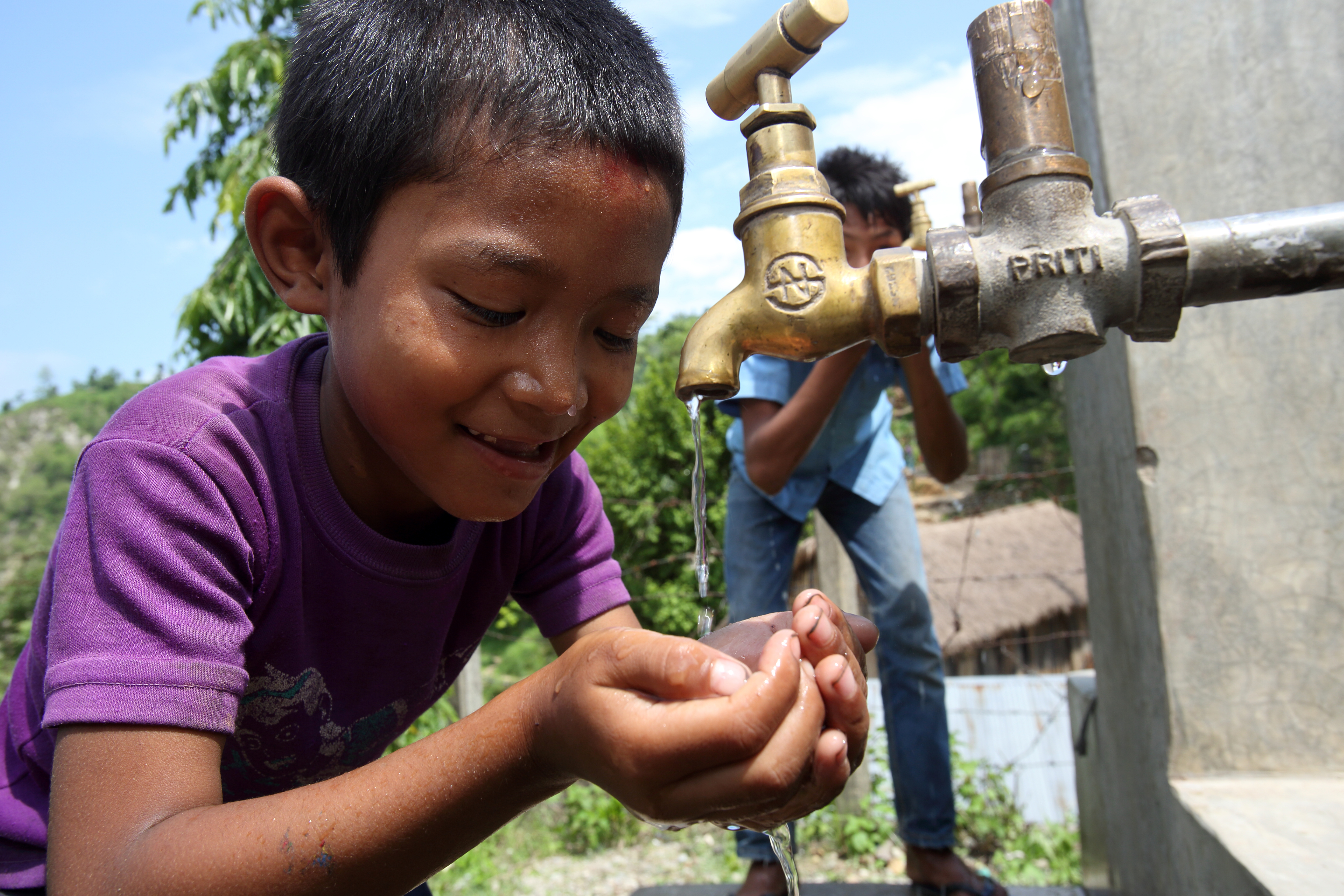
尼泊爾戈希省的烏達亞布爾區，經由NEWAH WASH供水計畫所提供的自來水。

聯合國經濟、社會及文化權利委員會 (CESCR) 指出，用水權不僅是生存的必要條件，而且與其他權利有密切且複雜的聯繫，例如：住房權、健康權、最低生活保障權和食物權。由經濟學家尼古拉斯·斯特恩為英國政府撰寫的《斯特恩報告》指出，全球水資源分佈模式的變化是人們感受到氣候變化影響中最強烈的一項。在那些已受乾旱之苦的地區，其可用水量將會進一步減少，一些（而非全部）氣候模型預測地中海盆地、部分非洲南部地區和南美洲的年度地表徑流，當全球溫度上升2°C時，會減少30%，當上升4°C時，會減少40 - 50%。IPCC第五次評估報告指出，與淡水相關的風險會隨著溫室氣體濃度的增加而顯著增加，預計於21世紀的氣候變化將會大幅減少大多數乾燥亞熱帶地區可再生地表水和地下水資源。

### 健康權

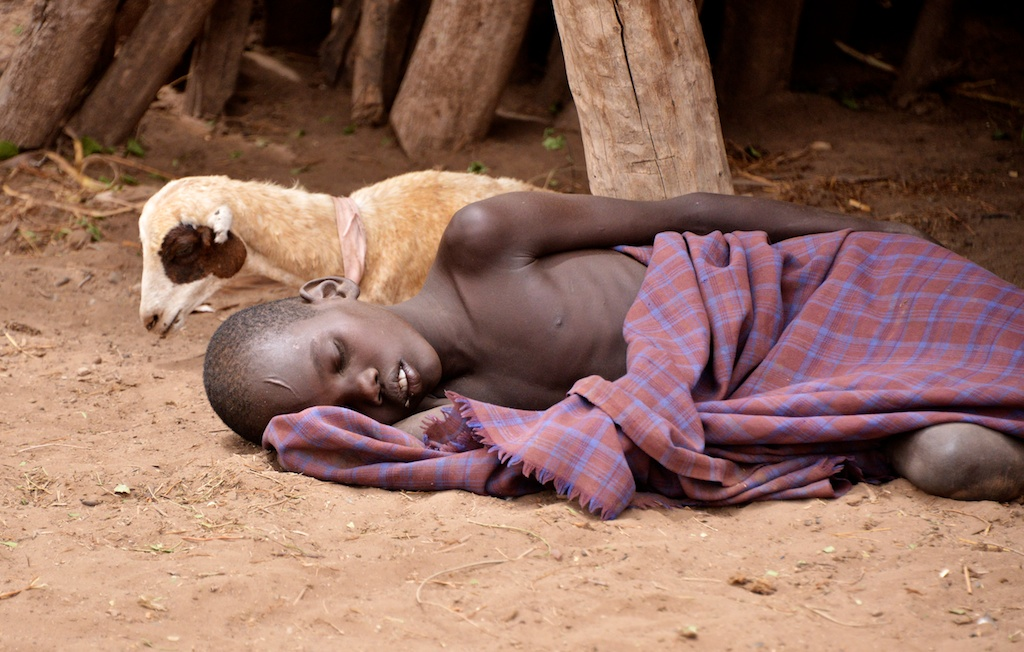
罹患瘧疾的衣索比亞孃家頓族人小孩。

《經濟、社會及文化權利國際公約》第12條確定“每人享有能取得最高身心健康標準的權利”。大多數國家的憲法都以某種方式保護健康權，並在其他國際和區域文書中也得到廣泛保障。氣候變化將會把不同地區貧富之間的健康差距擴大。世界衛生組織 (WHO) 估計自1970年以來，氣候變化已導致每年有150,000人死亡，原因是腹瀉、瘧疾和營養不良的發病率增加，主要發生在非洲和其他開發中國家及地區。根據WHO的數據，全球溫度僅比工業化前水平升高1°C，造成的年度死亡人數就會翻一倍。

### 享有安全、清潔、健康和可持續環境的權利

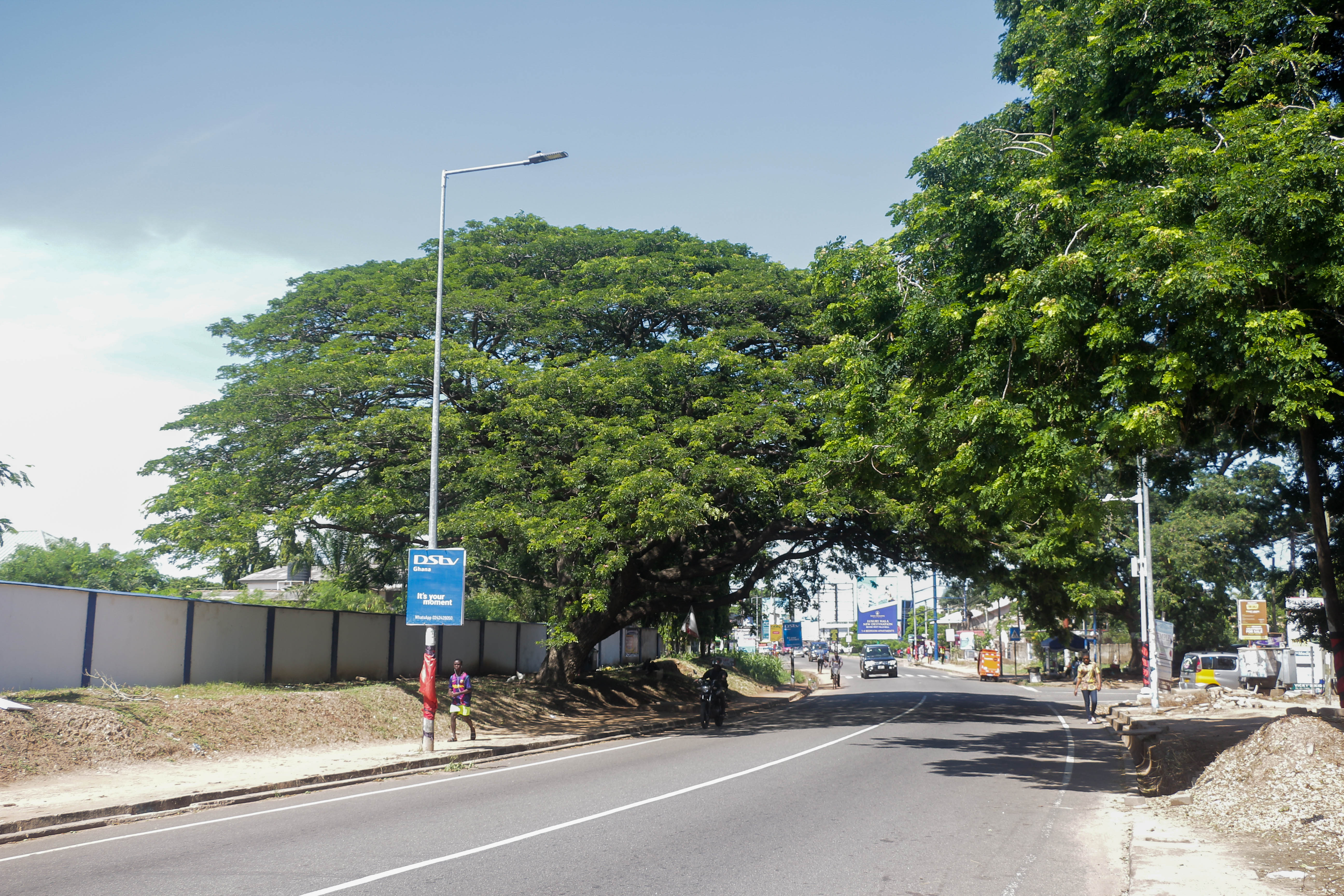
樹木可吸收二氧化碳，產生氧氣，並增加景觀的美感。

HRC於2021年10月8日通過第48/13號決議，承認世人享有安全、清潔、健康和可持續環境的人權。

## 特定問題

### 流離失所問題
由氣候原因所引起的人口流動效應是目前氣候變化引發最有爭議性的問題之一。研究顯示到2100年，氣候變化可能會造成大約5千萬至2億新的國內流離失所者和國際難民。位於亞洲、非洲的“巨型海河三角洲”和小島嶼均面臨高度的洪水和風暴風險，發生後會導致當地人大規模流離失所。氣候變化引起的移民將會影響或是違反基本國際人權規範。

### 氣候正義問題
圍繞環境難民（或稱“氣候難民”）的氣候正義概念曾經歷過重要的討論。這一概念主要是為那些為數達幾百萬，而無法獲得國際法律保護的人填補法律和政治上的空白，因為這類移民尚未被納入區域和國際法的規範內。目前尚無明確定義以描述誰可被歸類為氣候難民，因為國際法中並未包含此一部分。 位於太平洋中小島嶼開發中國家吐瓦魯，該國的海拔僅4.6米，隨時面對因氣候變化造成海平面上升的風險， 一位名為Siego Alesana的島民與其家人於2007年選擇離開，搬到紐西蘭，但在2009年失去身份，而無法工作以謀生。他在2012年向紐西蘭移民及保護法庭申請取得難民身份，在2013年遭到拒絕，上訴後也未能成功，最終是於2014年取得難民身份。Alesana及其家人是基於氣候變化的影響而提出難民身份的申請，但案件獲准主要是基於人道主義理由。但移民及保護法庭確實指出氣候變化造成的環境退化已成為吐瓦魯的生活特點。雖然紐西蘭法庭所做的決定並非基於氣候變化影響，但並未表示完全沒把氣候變化相關因素列入考慮。
於聯合國系統中的國際移民組織為環境難民提出一工作定義：
環境難民指的是主要由於環境的突然或漸進變化，對其生活或生活條件產生不利影響，而不得不暫時或永久離開，或是選擇離開其慣常住所的個人或是群體，這些人在國內移動或是往國外遷移。
在對構成環境難民有一具有法律約束力的定義出現之前，任何正義都很難得到伸張。氣候正義的概念將以最透明的方式應用於所有人權事務，在面對氣候變化所產生某種程度上尚屬未知的影響時，能保有基本的標準。

### 衝突
國際性倡導和平解決不公義問題的非政府組織 - 國際示警列出46個國家 - 這些國家由於受到氣候變化影響（包括水資源稀缺、耕地喪失、極端天氣事件、作物生長季節縮短和冰河融化），可能會與經濟、社會和政治力量相互作用，而產生“高度暴力衝突的風險”。

### 原住民

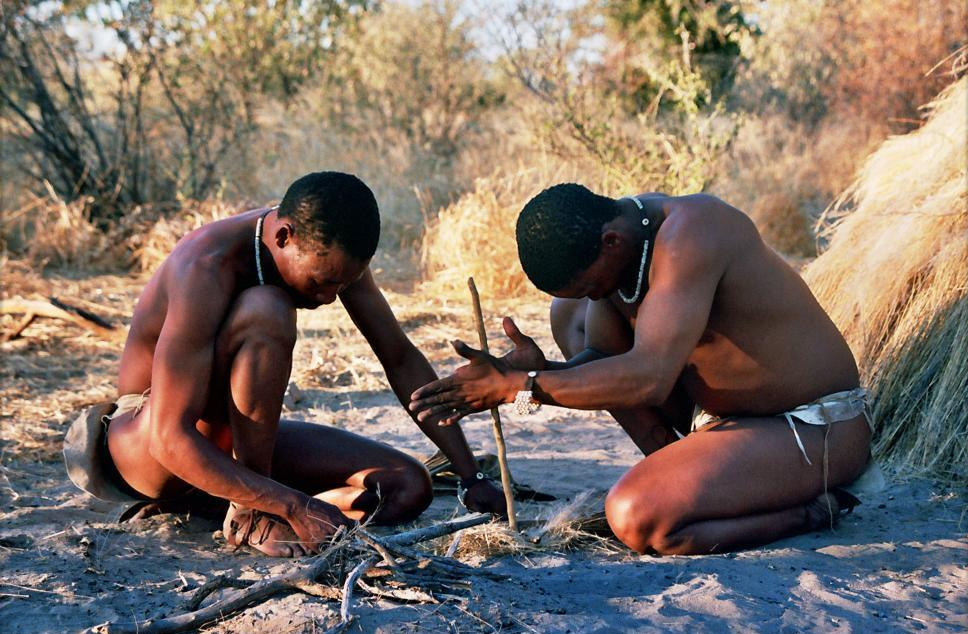
在鑽木取火的波札那原住民桑人。

在討論氣候變化對人口的影響時，原住民這個群組具有獨特的地位。許多原住民過著僅能維持基本溫飽的生活方式，而遇到氣候變化的影響時，其生活方式會遭受嚴重破壞。許多國家的國內法對原住民的適用與對其他的人並不相同，而讓採取任何法律補救措施都變得複雜。氣候變化對原住民的影響（參見氣候變化與原住民）之有不同的原因，不僅因為原住民與土地和水具有物質和精神聯繫，還因為他們對當地擁有專門的生態和傳統知識，有可能用於取得最佳策略以將影響緩解。
聯合國人權機構已確定原住民權利特別容易受到氣候變化的破壞性影響。由於氣候變化，北美洲、歐洲、拉丁美洲、非洲以及亞洲和大洋洲地區的原住民的生計和文化身份受到威脅。估計約有3.7億原住民受到氣候變化的影響。

### 兒童權利

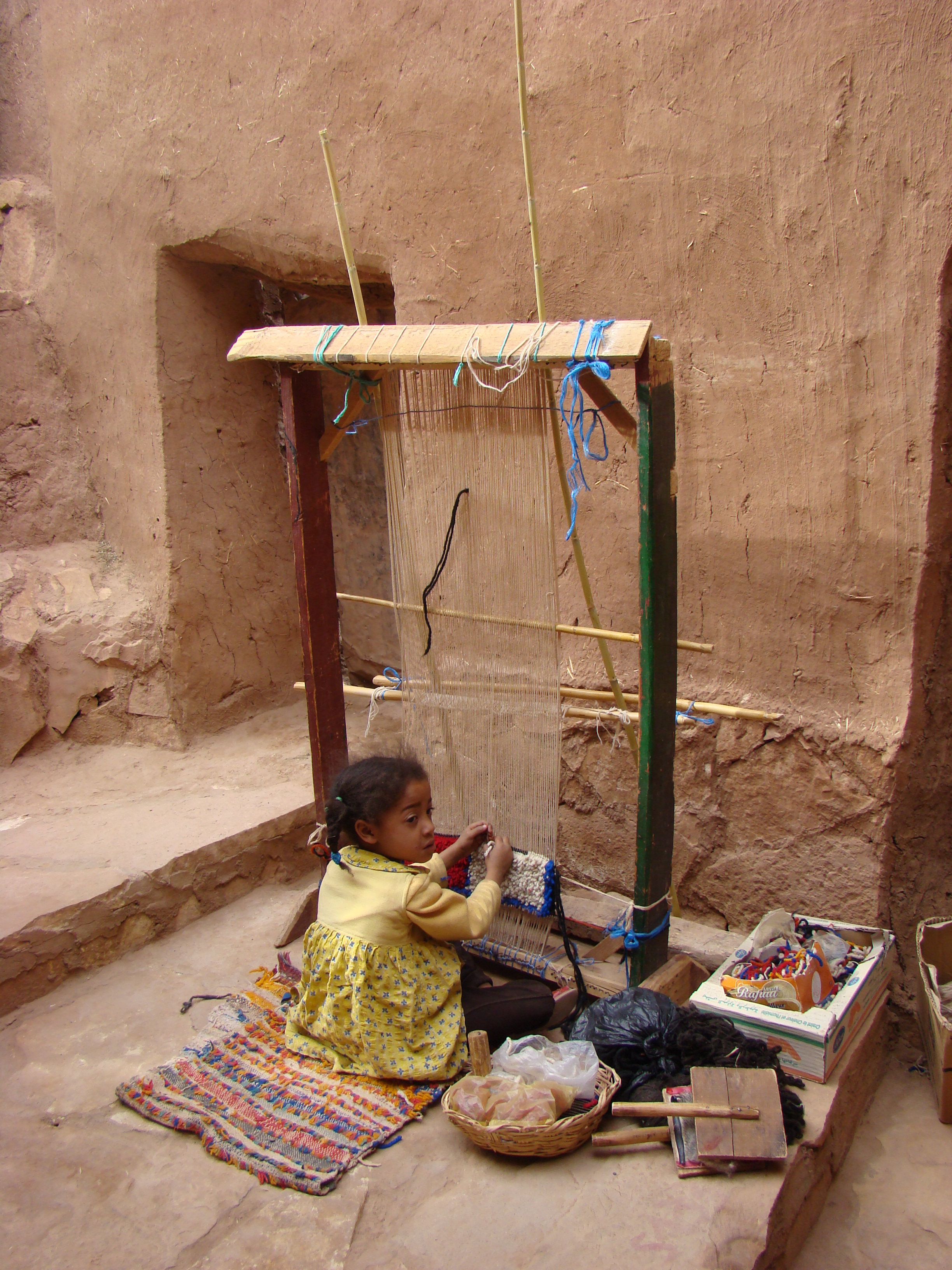
一位從事手工織布的女童（2008年5月，於摩洛哥艾本哈杜）。

國際事務智庫海外發展研究所的研究人員發現在氣候相關災難發生後，位於南亞的兒童人權會特別容易受到侵犯。這些包括基於性別的暴力、童工、家庭破裂以及其發展和學習中存有的障礙。研究人員認為，在減少災害風險或調適氣候變化的政策中，兒童人權很少得到優先考慮，他們建議在氣候變化調適政策中必須調整干預措施以處理兒童權利的關鍵部分，特別是在兒童保護和教育方面。

### 開發與發展
鑑於世界上許多最貧窮者日常生活所需的全部或部分，直接仰賴環境所能提供，許多國際開發機構將氣候變化中的減緩以及調適活動與開發與發展視為“密不可分”。

## 外部連結
- Human Rights and Climate Change. OHCHR. （页面存档备份，存于）
- A human rights approach to tackling climate change. OHCHR. （页面存档备份，存于）
- Human Rights and Climate Change: Practical Steps for Implementation. Center for International Environmental Law （页面存档备份，存于）, 25 February 2009.
- Human Rights and Climate Change. Human Rights and Equal Opportunity Commission (Australia) 2008 的存檔，存档日期2012-06-09.
- Economic, Social & Cultural Rights and Climate Change: A Legal Reference Guide. Centre for International Sustainable Development Law, Academics Stand against Poverty, and the GEM Initiative at Yale University. 的存檔，存档日期2021-04-20.
- Declaration on Human Rights and Climate Change （页面存档备份，存于）